# Nguyễn Quý Khoát
Nguyễn Quý Khoát là Giáo sư, Tiến sĩ, Nhà giáo ưu tú, Thiếu tướng Công an nhân dân Việt Nam. Nguyên là Phó Giám đốc Học viện An ninh nhân dân.

## Xuất thân
Nguyễn Quý Khoát quê quán tại thị trấn Quỳnh Côi, huyện Quỳnh Phụ, tỉnh Thái Bình. Ông có một người anh là liệt sĩ Nguyễn Quý Khánh hi sinh tại huyện Đức Hòa, tỉnh Long An.

## Giáo dục
Từ năm 1973 đến năm 1976, Nguyễn Quý Khoát là học sinh cấp III Quỳnh Côi, Thái Bình. Ông làm Bí thư Đoàn trường.
Sau đó, Nguyễn Quý Khoát theo học Đại học An ninh nhân dân (nay là Học viện An ninh nhân dân) khóa D8. 

## Sự nghiệp
Sau khi tốt nghiệp Đại học An ninh, ông quyết định ở lại trường này công tác ở vị trí giảng viên.
Sau đó ông là Trưởng khoa Nghiệp vụ An ninh điều tra.
Ông là người đặt nền móng cho việc nghiên cứu và xây dựng lí luận cho việc điều tra an ninh gián điệp. Ông đã viết một số sách về chủ đề này như "Điều tra các vụ án gián điệp ở Việt Nam" (2007) và "Quyết định chiến thuật trong điều tra vụ án xâm phạm an ninh quốc gia" (2014).
Ông đã được Nhà nước Việt Nam tặng danh hiệu Nhà giáo ưu tú.
Tháng 7 năm 2013, ông là Đại tá, Phó Giám đốc Học viện An ninh nhân.
Tháng 8 năm 2014, ông là Đại tá, Phó Hiệu trưởng Đại học An ninh.
Năm 2015, ông là một trong 6 người thuộc ngành Công an được Nhà nước Việt Nam phong học hàm Giáo sư.
Từ năm 2015 đến nay (2019), ông là Thiếu tướng, Phó Giám đốc Học viện An ninh nhân dân.

Nguyễn Quý Khoát năm 2016 là Chủ tịch danh dự Hội đồng hương Thái Bình tại Học viện An ninh nhân dân.

## Lịch sử thụ phong quân hàm
- Đại tá Công an nhân dân
- Thiếu tướng Công an nhân dân Việt Nam (thụ phong năm 2015)